# Guerrino Tosello
Guerrino Tosello (Candiana, Padua, 14 de octubre de 1943) fue un ciclista italiano, que fue profesional entre 1966 y 1974. En su palmarés destacan dos victorias de etapa al Giro de Italia.

## Palmarés
- 1966
  - Vencedor de 2 etapas a la Vuelta en Austria
- 1968
  - Vencedor de una etapa al Giro de Italia
- 1970
  - Vencedor de una etapa a la Tirreno-Adriático
- 1971
  - Vencedor de una etapa al Giro de Italia

### Resultados al Giro de Italia
- 1968. Abandona. Vencedor de una etapa
- 1969. 29º de la clasificación general
- 1970. 50.º de la clasificación general
- 1971. 35.º de la clasificación general. Vencedor de una etapa
- 1972. 60.º de la clasificación general

### Resultados al Tour de Francia
- 1967: Abandona (11.ª etapa)
- 1969: Abandona (10.ª etapa)
- 1970. 39.º de la clasificación general